# Taylor Hawkins & the Coattail Riders
Taylor Hawkins & the Coattail Riders – amerykańska grupa muzyczna, założona w 2004 r. przez perkusistę grupy Foo Fighters, Taylora Hawkinsa. Grupa powstała po nagraniu kilku piosenek w domowym studio nagraniowym przyjaciela Hawkinsa Drewa Hestera. Obecnie zespół tworzy rock alternatywny, hard rock i pop rock.
Dyskografię grupy stanowią dwa albumy: Taylor Hawkins & the Coattail Riders i Red Light Fever. W 2010 z zespołem współpracowali muzycy grupy Queen: Brian May i Roger Taylor; Dave Grohl z Nirvany i Foo Fighters oraz Elliot Easton z The Cars.

## Skład
- Taylor Hawkins
- Chris Chaney
- Gannin Arnold
- Nate Wood